# Classe ATC H04
Une section du code ATC :
H Hormones systémiques, hormones sexuelles exclues
H04 Hormones pancréatiques.

## H04A Hormones glycogénolytiques

### H04AA Hormones glycogénolytiques
H04AA01 Glucagon